# Frank Nopper
Frank Nopper (Stoccarda, 25 maggio 1961) è un politico tedesco, sindaco di Stoccarda dal 4 febbraio 2021 e in precedenza sindaco di Backnang dal 2002 al 2021.

## Biografia
Frank Nopper proviene da una famiglia di Stoccarda. Nel 1816, il suo antenato Johann Friedrich Nopper fondò la ferriera Friedrich Nopper nella Stuthaus accanto alla collegiata di Stoccarda, che si fuse con la società Zahn & Compagnie per formare Zahn-Nopper nel 1900. L'azienda è esistita fino al 1988; Una strada e una fermata della linea 99 dell'autobus a Zuffenhausen ("Zahn-Nopper-Straße") portano il suo nome. Un bisnonno di Frank Nopper era Stadtschultheiß a Cannstatt. Anche il padre di Frank Nopper, Manfred, era politicamente attivo, quindi fu uno sfidante di Arnulf Klett nelle elezioni del sindaco nel 1966, e sedette anche per il FDP / DVP e successivamente per la CDU per molti anni nel consiglio comunale della città di Stoccarda. Il fratello di Nopper, Klaus Nopper, è consigliere comunale a Stoccarda.
Dopo essersi diplomato al Wilhelms-Gymnasium di Stoccarda, Frank Nopper ha fatto il servizio militare di base di 15 mesi nella Bundeswehr. Ha poi completato un apprendistato come banchiere presso Dresdner Bank AG a Stoccarda. Ha studiato giurisprudenza presso l'Università Eberhard-Karls di Tubinga e presso l'Università tedesca di scienze amministrative di Spira, nonché il servizio preparatorio legale dello stato del Baden-Württemberg con il primo e il secondo esame di stato in giurisprudenza. Con la tesi "Bund-Länder-Haftung beim fehlerhaften Verwaltungsvollzug von Gemeinschaftsrecht durch die deutschen Länder" ha conseguito il dottorato nel 1997 presso la Eberhard-Karls-Universität Tübingen sotto Wolfgang Graf Vitzthum e Ferdinand Kirchhof.

### Sindaco di Backnang
Dopo aver ricoperto incarichi professionali come capo del dipartimento di diritto e amministrazione presso Messe Stuttgart e come amministratore delegato dell'Associazione statale del commercio di carpenteria del Baden-Württemberg, Nopper è diventato sindaco della grande città distrettuale di Backnang nel 2002.
Ha prevalso al secondo turno contro il precedente in carica Jürgen-Heinrich Schmidt (SPD) con il 45% dei voti. Nel 2010, Nopper è stato rieletto per un secondo mandato con l'86,8% dei voti, con un'affluenza del 36,8%, e nel 2018 con l'87% dei voti, con un'affluenza di poco inferiore al 37%, per un terzo mandato.  Dopo aver lasciato l'incarico, il consiglio comunale della grande città distrettuale di Backnang decise di nominarlo cittadino onorario della città. Gli succedette Massimiliano Federico.

### Sindaco di Stoccarda
Nel febbraio 2020, l'esecutivo distrettuale della CDU di Stoccarda ha deciso Nopper come candidato alle elezioni del sindaco di Stoccarda. Nelle interviste, Nopper spiegò la sua intenzione di lavorare per un miglioramento della reputazione di Stoccarda. Voleva "[...] mostrare più presenza in una città dove molti si sentono ignorati, non presi in considerazione e valorizzati".
Nel primo turno di votazioni dell'8 novembre 2020, ha ottenuto il miglior risultato dei candidati con il 31,8% dei voti. Nel secondo turno di votazioni del 29 novembre 2020, è stato eletto nuovo sindaco di Stoccarda con il 42,3% come successore di Fritz Kuhn, che non era più in corsa. Il suo sfidante più fort, Marian Schreier, arrivò al 36,9%. L'insediamento era previsto per il 7 gennaio 2021. È stato ritardato da alcune obiezioni alle elezioni.  Il 4 febbraio 2021 è stato inizialmente nominato amministratore.  Dal 4 gennaio 2022 è ufficialmente Lord Mayor dopo che i ricorsi sono stati respinti dal Tribunale amministrativo e i termini di opposizione sono scaduti. Ha prestato giuramento il 20 gennaio 2022.